# Giovanni da Campione
Giovanni da Campione (né v. 1320 à Campione d'Italia, dans l'actuelle province de Côme en Lombardie et mort dans la même ville v. 1375) est un sculpteur italien.

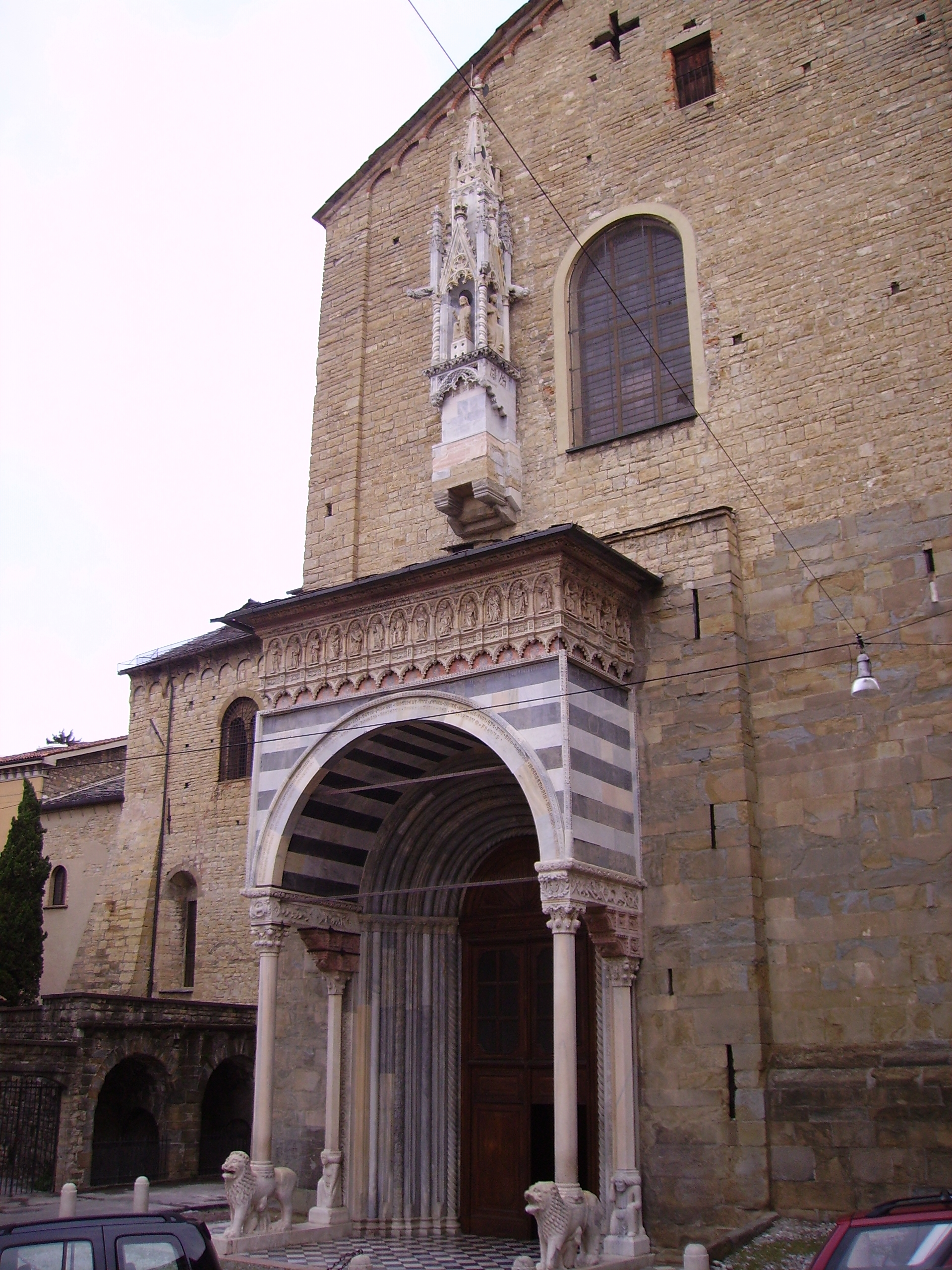
Protiro dit des « lions blancs » de la basilique Santa Maria Maggiore.

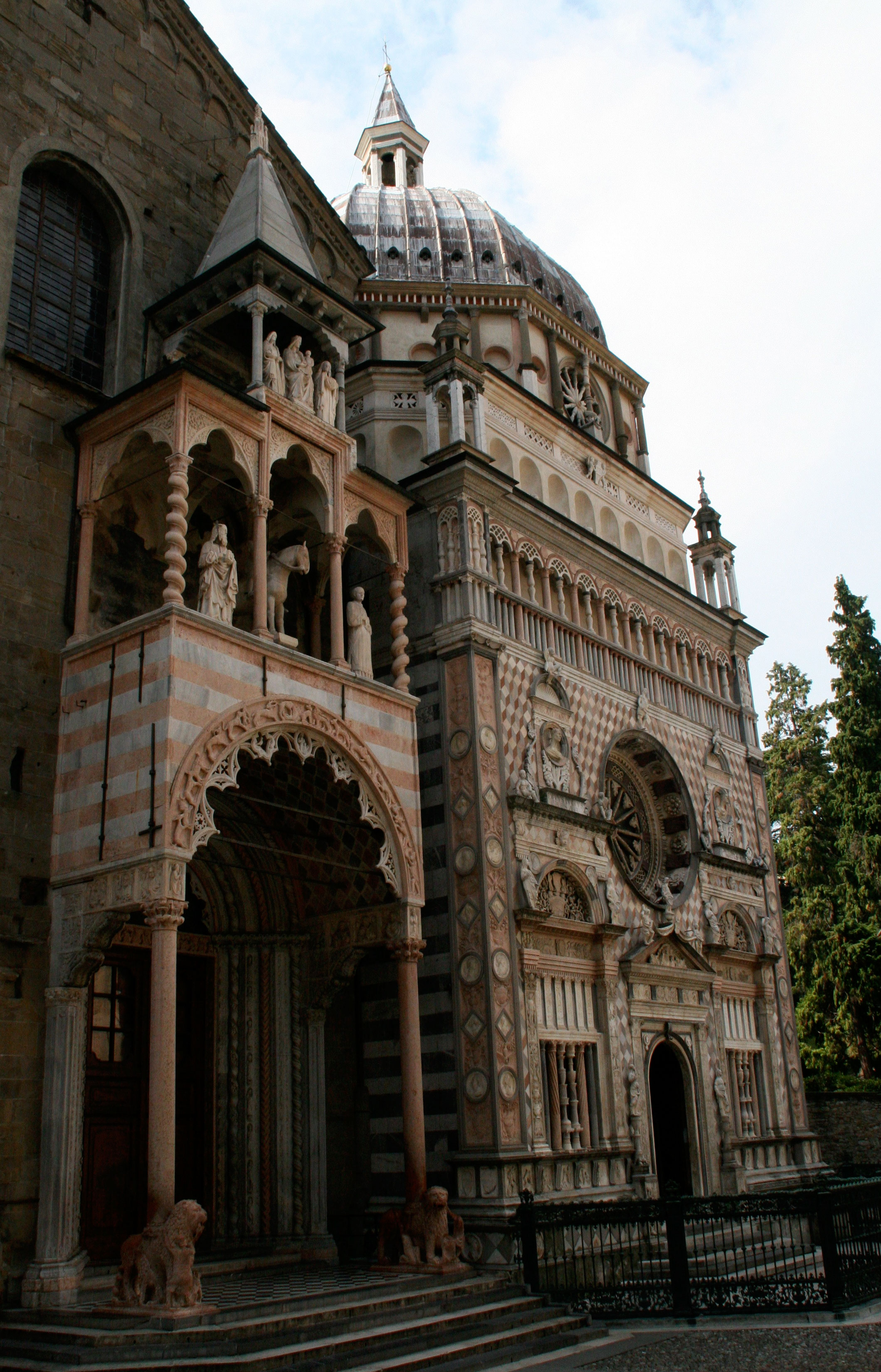
Protiro dit des « lions rouges », au second plan, la Chapelle Colleoni.

## Biographie
Fils du sculpteur Ugo da Campione, Giovanni da Campione est initié précocement aux travaux de la sculpture dans l'atelier du père à Bergame. Un premier document de 1348, mentionne actif un Giovanni filuis quondam magistri Ugonis de Campiliono dans l'église des Santi Nazaro e Celso à Bellano.
Ensuite à Bergame, il travaille le plus souvent au chantier sculptural de la basilique Santa Maria Maggiore et de son baptistère. Confirmées par sa signature Iohannes filius magistri Ugi, nel primo e Iohannes filius quondam domini magistri Ugi, nel secondo, ses œuvres sont les protiro nord en 1351 dit des « lions rouges » et celui méridional dit des « lions blancs » en 1360. Toujours en 1360, il est chargé de réaliser un portail sur le côté nord du chœur, qu'il effectuera à partir de 1366, date enregistrée lors du transport de marbre à Bergame depuis une carrière à Brivio.
Ses fils Nicolino et Cristoforo, aussi sculpteurs, l'assistèrent dans le chantier de la basilique, en particulier dans la réalisation du baptistère.
Après un paiement le 30 octobre 1367 pour l'exécution du portail, le maître n'apparaît plus dans les documents bergamasques.